# Chiến tranh Yên-Tề (284 TCN-279 TCN)
Chiến tranh Yên-Tề (284 TCN - 279 TCN), là trận chiến quy mô lớn diễn ra vào thời Chiến Quốc trong lịch sử Trung Quốc với sự tham gia của bảy nước chư hầu, trong đó chủ yếu là nước Yên và nước Tề.

## Bối cảnh và nguyên nhân

### Yên-Tề kết oán
Vào giữa thời Chiến Quốc, hai nước Tần và Tề trở nên cường thịnh, hùng cứ ở hai xứ đông-tây, thế lực mạnh nhất trong các chư hầu. Nước Yên nằm giáp ranh với nước Tề, trở thành mục tiêu xâm chiếm của Tề.
Năm 318 TCN, Yên vương Khoái nghe theo lời xúi giục của nịnh thần, nhường ngôi cho tướng quốc là Tử Chi. Thái tử Bình không phục, đem quân chống lại. Nội bộ nước Yên phát sinh nội loạn tranh giành ngôi vua. Năm 314 TCN, Tề Tuyên vương nhân cơ hội đó, sai Khuông Chương đem quân diệt nước Yên, chiếm được kinh đô Kế nước Yên, giết Yên vương Khoái và Tử Chi.
Khi quân Tề tiến vào nước Yên, ra sức tàn sát, chém giết, bị người nước Yên phản kháng. Các nước chư hầu cũng bất bình với việc làm của Tề, chuẩn bị đem quân cứu Yên. Tề Tuyên vương thấy vậy, đành phải lui quân. Người nước Yên lập thái tử Bình làm vua, tức Yên Chiêu vương.
Yên Chiêu vương nhún mình chiêu hiền đãi sĩ, mong muốn trả thù nước Tề, mời được nhiều tướng tài, trong đó có Nhạc Nghị, Trâu Diễn, Kịch Tân. Sau đó vua Yên lại chăm lo chỉnh đốn quốc chính, thao luyện binh mã, đem quân phạt Hồ, mở mang lãnh thổ nước Yên.
Trong khi đó ở nước Tề, năm 301 TCN, Tề Tuyên vương chết, con là Tề Mẫn vương lên kế vị. Tề Mẫn vương diệt Tống, đánh Sở, uy hiếp Tam tấn (Hàn, Ngụy, Triệu), kết oán với chư hầu, nên bị các nước oán ghét.

### Nhạc Nghị liên kết với chư hầu
Yên Chiêu vương muốn đem toàn quân sang đánh Tề, bèn hỏi ý của Nhạc Nghị. Nhạc Nghị khuyên vua Yên rằng nước Tề còn mạnh, phải liên kết với chư hầu mới mong thành công. Yên Chiêu vương bằng lòng, sai Nhạc Nghị sang nước Triệu, xin Triệu Huệ Văn vương phát binh giúp đỡ, sau đó lại kết giao với Sở, Ngụy vốn tranh chấp với Tề sau trận chiến diệt Tống năm 286 TCN, lại thuyết phục luôn nước Tần. Các chư hầu ghét Tề Mẫn vương, đều bằng lòng hợp binh với nước Yên.
Sau đó, Yên Chiêu vương giả vờ thần phục nước Tề, sai Tô Đại sang Tề để thực hiện kế phản gián. Tề Mẫn vương thấy nước Yên thần phục nên lơ là phòng bị biên giới với nước Yên. Yên Chiêu vương nhân cơ hội đó, tích cực tập hợp binh mã đánh Tề.

## Diễn biến

### Trận chiến Tế Tây

#### Chư hầu đánh Tề
Năm 284 TCN, Yên Chiêu vương phong Nhạc Nghị làm Thượng tướng quân, thống lĩnh quân sáu nước Yên, Sở, Hàn, Tần, Ngụy, Triệu đánh Tề. Tề Mẫn vương sai Xúc Tử làm tướng, thống lĩnh quân chủ lực tiến đến Tế Thủy cự địch. Hai bên giao chiến quyết liệt ở Tế Thủy. Tướng sĩ nước Tề do chiến đấu lâu năm đã mệt mỏi, cộng thêm việc Tề Mẫn vương dùng hình phạt nặng, bức ép phải tử chiến, nên sinh ra bất mãn. Do đó, quân chư hầu nhanh chóng đánh bại quân Tề. Xúc Tử bỏ trốn, phó tướng Đạt Tử thu thập tàn binh rút về Lâm Tri.

#### Công chiếm Lâm Tri
Sau chiến thắng ở Tế Tây, tiêu diệt được quân chủ lực nước Tề, các chư hầu Tần, Hàn bãi binh rút về, trong khi quân các nước còn lại do Nhạc Nghị chỉ huy vẫn tiếp tục công đánh. Quân nước Ngụy tiến vào chiếm lãnh thổ cũ của nước Tống, quân nước Triệu chiếm giữ Hà Gian, tiêu diệt các thế lực tàn dư của Tề, còn quân Yên tiến vào Lâm Tri. Tề Mẫn vương sợ hãi, bỏ Lâm Tri chạy sang nước Vệ. Vệ Tự quân đón tiếp cung kính, xưng thần nhưng Tề Mẫn vương tỏ ra ngạo mạn, coi thường vua Vệ, vì thế người nước Vệ muốn giết Mẫn vương. Mẫn vương bỏ chạy về thành Cử.
Sau khi chiếm được Lâm Tri, Nhạc Nghị ra sức thi hành chính sách thu phục dân tâm, nghiêm cấm cướp bóc, phế trừ pháp lệnh tàn bạo của Tề Mẫn vương, sau đó chia binh làm 5 đường tiến chiếm các thành trì khác của nước Tề. Chỉ sau sáu tháng, quân nước Yên đã làm chủ 70 thành của nước Tề, chỉ còn Cử châu và Tức Mặc chưa đầu hàng.
Yên Chiêu vương cả mừng thân hành đến sang Tề để úy lạo, khao thưởng quân sĩ, phong cho Nhạc Nghị huyện Xương Quốc, hiệu là Xương Quốc Quân.

### Trận chiến Tức Mặc

#### Náo Xỉ giết Tề Mẫn vương
Sau khi tiến vào chiếm đất của nước Tề, Sở Khoảnh Tương vương lại trở mặt, sai Náo Xỉ dẫn binh cứu Tề. Tề Mẫn vương thấy quân nước Sở tới cứu thì vui mừng, hi vọng dựa vào sức mạnh của quân Sở để phục quốc.
Tề Mẫn vương phong cho Náo Xỉ làm tướng chống quân Yên. Tuy nhiên không bao lâu sau, Náo Xỉ dựa vào thế lực của mình, bắt giết Tề Mẫn vương, làm chủ thành Cử rồi lấy đất Hoài Bắc mà Tề chiếm của Sở khi trước trả về cho nước Sở.
Năm 283 TCN, đại phu Công Tôn Giả giết chết Náo Xỉ, cùng người ở thành Cử tìm thái tử của Tề Mẫn vương là Pháp Chương, lập làm vua, tức Tề Tương vương, cùng nhau giữ thành Cử để chống quân Yên.

#### Điền Đan giữ Tức Mặc
Cùng lúc đó, quân Yên chuyển hướng sang đánh thành Tức Mặc. Quan đại phu trấn thủ ở Tức Mặc ra giao chiến bị thua và chết. Người trong thành thấy Điền Đan có mẹo chặt trục xe để chạy thoát, biết ông là người mưu trí, bèn cùng nhau tiến cử Điền Đan làm quan giữ thành để chống lại quân Yên.

#### Kị Kiếp thay Nhạc Nghị
Nhạc Nghị trong một năm mà vẫn không đánh nổi thành Tức Mặc, bèn thay đổi phương pháp, ra lệnh rút lui khỏi thành, xây chiến lũy và tìm cách lấy lòng dân trong thành. Ông dự đoán rằng nếu làm thế thì trong ba năm sẽ hạ được thành.
Năm 279 TCN, Yên Chiêu Vương qua đời, con là Yên Huệ Vương lên thay. Khi còn làm thái tử, Yên Huệ vương vốn không thích Nhạc Nghị. Đến khi lên ngôi, Điền Đan đang cố thủ ở Tức Mặc nghe tin ấy bèn tung phản gián sang nước Yên nói:
Nước Tề chỉ còn hai thành không bị lấy nữa mà thôi. Sở dĩ những thành này không bị lấy là vì nghe nói Nhạc Nghị có hiềm khích với vị vua mới ở Yên, muốn giữ tất cả binh lưu lại ở Tề, quay mặt về hướng Nam mà làm vua nước Tề. Điều nước Tề lo ngại chỉ là sợ có viên tướng khác đến.
Yên Huệ Vương vốn đã nghi ngờ Nhạc Nghị, nghe những lời phản gián của Tề bèn sai Kỵ Kiếp làm tướng thay Nghị và mời Nhạc Nghị về.Nhạc Nghị biết Yên Huệ Vương không thích mình nên cho người thay thế, sợ bị giết, bèn đi về hướng Tây theo nước Triệu.

#### Kích động quân dân
Điền Đan thấy Nhạc Nghị đã bị triệu hồi, muốn tràn lên phản công, nhưng sợ người trong thành không quyết tâm đánh giặc, bèn sai người ở trong thành, khi ăn thì phải cúng tổ tiên ở ngoài sân. Chim chóc ở ngoài đều bay vào thành lượn xuống ăn. Nước Yên cho là quái lạ. Nhân đó, Điền Đan lại phao tin rằng có thần đến dạy bảo, sau đó nói với người trong thành sẽ có thần nhân đến.
Có một người lính nói muốn làm thầy rồi bỏ chạy. Điền Đan đứng dậy kéo anh ta lại, đặt ngồi hướng về Đông, thờ làm thầy. Người lính bảo hắn chỉ nói đùa nhưng Điền Đan thờ ông ta làm thầy, mỗi khi ra hiệu lệnh đều gọi là "thần sư".
Sau đó, Điền Đan lại phao lên rằng:
-"Ta chỉ sợ quân Yên xẻo mũi lính Tề, đặt họ ra hàng đầu để cùng ta giao chiến, nếu họ làm thế thì Tức Mặc sẽ bị thua".
Quân Yên nghe vậy làm theo. Người trong thành thấy tất cả những người Tề đầu hàng đều bị xẻo mũi nên nổi giận kiên quyết giữ thành, vì sợ bị quân Yên bắt được sẽ bị xẻo mũi. Điền Đan lại tung bọn phản gián nói mình sợ Yên sẽ đào mộ tổ tiên của người Tề thiêu xác, lần này quân Yên cũng cho là thật, tìm mộ tổ tiên người Tề. Người thành Tức Mặc ở trên thành nhìn ra thấy thế đều khóc, muốn ra đánh.

#### Hỏa ngưu trận
Điền Đan biết đã có thể xuất quân, bèn mang bai, thuổng, cùng sĩ tốt phân công, biên tên cả vợ và nàng hầu vào quân đội, phân chia thức ăn thức uống để nuôi quân sĩ, sai họ mang áo giáp nấp một nơi, còn người già yếu, đàn bà con gái đều lên thành cho sứ sang trại quân Yên, giao ước với Kỵ Kiếp sẽ đầu hàng. Kỵ Kiếp tưởng Tức Mặc sẽ đầu hàng nên không lo phòng bị.
Điền Đan lại sai thu vàng của dân, bảo những người giàu có ở Tức Mặc đưa cho tướng sĩ Yên xin đừng bắt bớ, cướp bóc. Kỵ Kiếp cả mừng, bằng lòng.
Điền Đan nghĩ ra kế dùng trận hỏa ngưu (trâu lửa) bèn thu trong thành được hơn một nghìn con trâu, lấy vải quyến mặc lên mình trâu, vẽ vằn rồng ngũ sắc, buộc mũi nhọn ở đầu sừng, buộc lau vào đuôi đổ mỡ vào đấy rồi đốt những bó lau rồi sai đục mấy mươi hang ở thành, ban đêm tung trâu ra, năm ngàn tráng sĩ tiếp theo sau. Đuôi trâu nóng, trâu nổi giận, xông vào quân Yên, quân Yên cả sợ, thấy toàn là vằn rồng, lại bị trâu húc chết rất nhiều.
Điền Đan lại dẫn 5000 quân xông vào đánh, bảo người già cả, yếu đuối trong thành đánh đồ đồng, làm quân nước Yên hoảng sợ. Quân Tề đuổi theo truy kích, giết Kỵ Kiếp, làm quân Yên rối loạn. Điền Đan thừa thế dẫn quân phản công, chiếm lại toàn bộ 70 thành bị mất, buộc quân Yên rút về Hà Thượng.

## Kết quả và ý nghĩa
Sau khi đại phá quân nước Yên, Điền Đan thu quân, sai người đón Tề Tương vương về Lâm Tri. Tề vương phong cho Điền Đan làm tướng quốc, An Bình quân, gia phong vạn hộ ở Dạ Ấp
Chiến tranh Yên-Tề kết thúc sau năm năm giao tranh. Mặc dù đã chiếm được hơn 70 thành của nước Tề, song cuối cùng quân Yên vẫn bại trận. Tuy vậy, chiến thắng này cũng không thể đem lại sức mạnh như trước cho nước Tề, mà sức mạnh của cả Tề và Yên đều bị suy giảm, không thể chống lại sự lớn mạnh của Tần, dẫn đến việc gần 60 năm sau, cả hai nước đều lần lượt mất về tay Tần.